# Гет, суд Вівіан Амсалем
«Гет, суд Вівіан Амсалем» (фр. Gett: Le procès de Viviane Amsalem; івр. גט - המשפט של ויויאן אמסלם‎‎) — французько-ізраїльський драматичий фільм, знятий Роніт і Шломі Елькабетцами. Світова прем'єра стрічки відбулась 16 травня 2014 року на Каннському міжнародному кінофестивалі, а в Україні — 22 липня 2016 року на Одеському міжнародному кінофестивалі. Фільм розповідає про боротьбу жінки Вівіан Амсалем за отримання листа про розлучення (гет).
Фільм був відібраний як ізраїльська заявка на 87-ту церемонію вручення премії «Оскар», але не був номінований. Він був номінований на 72-гу церемонію вручення премії «Золотий глобус».

## У ролях
- Роніт Елькабетц — Вівіан Амсалем
- Сімон Абкарян — Еліша Амсалем
- Менаше Ной — Кармел Бен-Товім
- Сассон Габай — Шімон Амсалем

## Визнання
| Нагороди та номінації фільму «Гет, суд Вівіан Амсалем» | Нагороди та номінації фільму «Гет, суд Вівіан Амсалем» | Нагороди та номінації фільму «Гет, суд Вівіан Амсалем» | Нагороди та номінації фільму «Гет, суд Вівіан Амсалем» | Нагороди та номінації фільму «Гет, суд Вівіан Амсалем» | Нагороди та номінації фільму «Гет, суд Вівіан Амсалем» |
| Рік                                                    | Кінопремія / Кінофестиваль                             | Категорія / Нагорода                                   | Номінант                                               | Результат                                              |                                                        |
| ------------------------------------------------------ | ------------------------------------------------------ | ------------------------------------------------------ | ------------------------------------------------------ | ------------------------------------------------------ | ------------------------------------------------------ |
| 2015                                                   | Премія «Золотий глобус»                                | Найкращий фільм іноземною мовою                        | «Гет, суд Вівіан Амсалем»                              | Номінація                                              |                                                        |